# Turanj
Turanj är en ort i Kroatien.   Den ligger i länet Zadars län, i den södra delen av landet, 210 km söder om huvudstaden Zagreb. Turanj ligger 15 meter över havet och antalet invånare är 1 151.
Terrängen runt Turanj är platt åt nordost, men åt sydväst är den kuperad. Havet är nära Turanj västerut. Runt Turanj är det mycket tätbefolkat, med 1 177 invånare per kvadratkilometer. Närmaste större samhälle är Biograd na Moru, 4,5 km sydost om Turanj. 